# 한나와 그 자매들
《한나와 그 자매들》(영어: Hannah and Her Sisters)은 1986년 개봉한 코미디 드라마 영화이다. 우디 앨런이 감독과 제작, 조연을 맡았으며 미아 패로, 바버라 허시, 다이앤 위스트가 자매역을 맡았다. 이 영화는 우디 앨런이 감독한 영화 중에서 가장 높은 수익을 기록했으며, 아카데미상에서 각본상과 남우조연상, 여우조연상을 받았다.

## 줄거리
추수감사절 저녁, 한나(미아 패로)의 남편 엘리엇(마이클 케인)은 그녀의 여동생 리(바버라 허시)에게 사랑을 느낀다. 한나의 가족들이 모두 모인 가운데 그녀의 또 다른 여동생 홀리(다이앤 위스트)는 한나에게 돈을 빌려 달라는 부탁을 한다.
한편 한나의 전 남편인 미키(우디 앨런)는 귀가 이상해 병원에 갔다 뇌종양일지 모른다는 진단을 받는다. 그는 죽음에 대해 두려움을 갖기 시작해 밤잠을 설치지만, 막상 다른 병원에서 정상 진단을 받게 된다. 진단 결과에 기뻐하던 미키는 곧 삶에 회의감을 느끼고 직장을 그만두고 가톨릭과 힌두교에 접근한다.
한편 엘리엇은 리와 점점 더 사이가 가까워지던 중에 느닷없이 그녀에게 고백하고 만다. 리는 한나를 생각해 그를 멀리하려 하지만 엘리엇이 점점 더 좋아져 그가 한나와 이혼하기를 기다린다. 그러나 엘리엇은 갑자기 한나가 자신에게 미치는 영향이 크다는 사실을 깨닫고 방황한다. 그러는 사이 리는 새로 알게 된 교수와 감정을 쌓게 된다.
한편 홀리는 한나가 빌려준 돈으로 친구 에이프릴(케리 피셔)과 연회대행업을 하다 한 건축가(샘 워터스턴)를 만난다. 홀리는 그에게 호감이 가지만 건축가는 에이프릴과 더 친하게 지낸다. 게다가 홀리가 노리던 뮤지컬 배우 역도 에이프릴에게 돌아가면서 홀리는 자괴감에 시달린다. 결국, 홀리는 배우의 길을 접고 작가를 하기로 한다.
다음 추수감사절 저녁에 리는 엘리엇에게 자신이 다른 남자가 생겼다는 사실을 얘기한다. 리는 엘리엇이 한나를 아직 사랑하는 것 같다고 얘기한다. 한편 홀리는 자신이 쓴 각본을 읽고 분노를 터뜨리는 한나를 보고 무안해한다. 며칠 후 홀리는 길거리에서 미키를 만나고 그간 일을 물어본다. 미키는 삶에 대한 의심 끝에 자살을 결심하다 불현듯 깨달음을 얻는다. 예전에 데이트하다 바로 헤어졌던 둘은 서로에게 다시 끌리게 된다.
1년 후 추수감사절 저녁에 리는 교수와 결혼해 부부가 되어 있다. 엘리엇은 리를 보며 지난 일을 회고한다. 한편 미키와 결혼한 홀리는 미키에게 자기가 임신했음을 말한다.

## 출연

### 주연
- 바바라 허쉬
- 캐리 피셔
- 마이클 케인
- 미아 패로
- 다이앤 위스트

### 조연
- 모린 오설리반
- 로이드 놀런
- 막스 폰 시도우
- 우디 앨런
- 루이스 블랙

## 기타
- 협력프로듀서: 게일 시실리아
- 미술: 스튜어트 워첼
- 의상: 제프리 커랜드
- 배역: 줄리엣 테일러